# Bauer (azienda)
Bauer è stata un'azienda tedesca, che produceva proiettori cinematografici di tipo professionale e anche cineprese e proiettori destinati al passo ridotto.

## Storia
L'ingegner Eugen Bauer (1879-1958), specializzato in valvole per contenitori d'ossigeno, iniziò casualmente la sua nuova attività riparando il proiettore cinematografico Pathé del locale di Felix Bayer, a Stoccarda. Successivamente cominciò a costruire proiettori, creando tra l'altro un dispositivo di riavvolgimento della pellicola durante la proiezione, mentre in precedenza il film veniva raccolto a parte e riavvolto alla fine, con non pochi problemi.
Nel 1934 la sua società entrò a far parte del gruppo Bosch. Nel 1938 iniziò la produzione di materiale per il cinema amatoriale 8 mm, con la cinepresa "Bauer 8". Tra il 1953 e il 1965 uscirono quindici modelli della serie "88", alcuni dei quali dotati di torretta con tre obbiettivi. Il modello "C Royal 6" del 1968, dotato di zoom, fu la prima cinepresa Super 8 in grado di effettuare dissolvenze incrociate. Negli anni ottanta la produzione cessò, sia a causa dell'avvento della videoregistrazione domestica, sia per la concorrenza giapponese.